# البني آدم (فلم)
البني آدم هو فيلم مصري تم إنتاجه عام 1945، إخراج نيازي مصطفى و بطولة بشارة واكيم، سامية جمال، فردوس محمد، محمود إسماعيل.

## قصة الفيلم
الحاج حسين (عبد الحميد زكي) وزوجته (فردوس محمد) لديهم ابنه شابه أمينة (سامية جمال) وطفلين صغيرين وحمار اسمه بندق وحماره اسمها لوزه أنجبا له اخيراً جحشاً اسماه فستق. أراد الحاج حسين السفر لشراء بضاعه فلجأ إلى إبراهيم (محمود إسماعيل) الذي رباه صغيرا بعد موت أبيه ورفض عمه رمضان السبع (حسن كامل) الصرف عليه، وإستأمنه على أهل بيته والحمير. محمود النجار (محمود شكوكو) كان يحب أمينة ولكنها لم تكن تميل إليه. إنشغل إبراهيم عن الأمانه التي اؤتمن عليها بمغازلة أمينة التي انشغلت عنه بإخوتها الصغار والحمير فقام إبراهيم بخطف الأطفال والحمير، فلجأت إليه أمينة لإنقاذهم فسقاها خمراً واعتدى عليها. وفي ليلة النصف من شعبان طلب الأطفال من الله أن يحول الحمير إلى بنى آدمين ليتمكنوا من إنقاذهم فاستجاب الله لهم، وأصبح بندق (بشارة واكيم) ولوزه (سعاد أحمد) وفستق (إسماعيل يس) وأنقذوا الطفلين واعادوهم إلى أمهم. ولكن إبراهيم إتهمهم بخطف الأطفال، وأنهم مجانين وسلمهم للشرطة، فحولهم الضابط (رشاد حامد) لمستشفى المجانين. طلبت أمينة من إبراهيم ان يتستر عليها ويتزوجها فرفض، فأطلقت عليه الرصاص فأصابت كتف أمها، وأصيبت بالجنون ودخلت مستشفى المجانين. أخرج الدكتور الحمير من المستشفى لعدم خطورتهم، ولما جاعوا ذهبوا إلى ابن عم لهم يعمل في مصلحة التنظيم (البلديه) بغلا، فسلموهم للبوليس الذي أعادهم للمستشفى، فأخرجهم الدكتور مع أمينة التي شفيت. ذهبوا جميعا إلى المعلم نظاجة (عبد المنعم إسماعيل) المخدماتى الذي ألحقهم بالعمل عند الثرى رمضان السبع الذي انقذوه من أقاربه الذين يريدون موته كى يرثونه، فأحاطهم برعايته حتى مات وأوصى لهم بكل ثروته، فلجأ إبراهيم ابن أخيه لحيله ليستولى على ميراثهم بالاتفاق مع عشيقته روحيه عبد الجليل (سامية رشدي) صاحبة لوكاندة النسيم العليل، بأن ألحقهم بالعمل لديها بعقد فيه شرط جزائي 30 ألف جنيه لمن يفسخ العقد، فلما علموا بالثروة التي هبطت عليهم فهموا اللعبة، وقرروا البقاء في العمل وتطفيش الزبائن حتى تطردهم روحيه وتدفع الشرط الجزائي. حاول إبراهيم ان يخدع أمينة باسم الحب مرة أخرى ولكنه وقع في حبها بالفعل، وسرق مصوغات روحيه وأهداها إلى أمينة ثم طلبت منه شرطا للزواج بها أن يحضر لها عقد العمل الذي تحتفظ به روحيه. قتل إبراهيم روحيه للحصول على العقد فأبلغت عنه أمينة البوليس، ولكن إبراهيم هدد أمينة وأمها ومحمود والحمير بالقتل، وكانوا في ليلة القدر فطلبت أمينة والجميع من الله ان ينقذهم، فاستجاب لهم الله وحول بندق ولوزه وفستق إلى حمير مرة أخرى، وتمكنوا من السيطرة على إبراهيم حتى حضر البوليس وقبض عليه، وتزوج محمود من أمينة.

## بطولة
| - بشارة واكيم:الحمار بندق - سامية جمال:امينة بنت الحاج حسين - إسماعيل ياسين:الحمار فزدق - سعاد أحمد:الحمارة لوزة - محمود إسماعيل:ابراهيم المجرم - محمود شكوكو:محمود النجار | - فردوس محمد:ام امينة - لطفي الحكيم:عثمان محصل اموال الثري - عبد الحميد زكي:الأب الحاج حسين - رياض القصبجي:مصطفى العلاف - حسن كامل:الثري المريض رمضان بيه | - سامية رشدي:وصيفة صاحبة اللوكندة - صوفي ديمتري - عزيزة بدر:الجارة - عبد الحليم مرسى:الدكتور - رشاد حامد:ضابط | - إستر شطاح:من اقارب الثري - زكي إبراهيم:الطبيب - عبد المجيد شكري:من اقارب الثري - عبد الحميد بدوي:من اقارب الثري - علي كامل:من اقارب الثري | - شفيق نور الدين:مجنون - إبراهيم فوزي:مجنون - توفيق صادق:الممرض - أحمد عامر - محمد اسماعيل | - محسن حسنين - إسكندر منسي:زبون اللوكانده - صالحة قاصين:خطافة الاولاد - عبد المنعم إسماعيل:المخدم نظاجة - بترو طنوس |

## فريق العمل
| - فاسيلى بابا دويولوس: موسيقى تصويرية - عزت الجاهلي: الألحان - أحمد المسيري: الألحان - محمود شكوكو: الألحان - إبراهيم فوزي: الألحان - شافية أحمد: غناء - رمسيس نجيب: مدير الإنتاج - إيزيس فيلم: منتج - أفلام عزيزة أمير: منتج | - محمود ذو الفقار: منتج - أبو السعود الإبياري: سيناريو وحوار - عزيزة أمير: سيناريو - عباس كامل: فكرة - نيازي مصطفى: مخرج - يوسف معلوف: مساعد مخرج - محمود فريد: ضابط السيناريو - كمال الشيخ: مونتير - أميرة فايد: مساعد مونتير | - وحيد فريد: مساعد مصور - مصطفى حسن: مصور - محمود عبدالفتاح: مصور فوتوغرافيا - نحّاس فيلم: موزع - لاديسلاس سابو: مهندس الصوت - ميتشو: مساعد ماكيير - عبد المنعم شكري: منسق المناظر - ستوديو نصيبيان: الطبع والتحميض |

## روابط خارجية
- مقالات تستعمل روابط فنية بلا صلة مع ويكي بيانات